# Goianorte
Goianorte là một đô thị thuộc bang Tocantins, Brasil. Đô thị này có diện tích 1800,974 km², dân số năm 2007 là 5221 người, mật độ 2,9 người/km².